# باشگاه فوتبال پارادایس اینترنشنال
باشگاه فوتبال پارادایس اینترنشنال یک باشگاه فوتبال حرفه‌ای گرنادایی از پارادایس، پریش سنت اندرو است که در لیگ برتر گرنادا بازی می‌کند. آنها شش بار قهرمان لیگ شده‌اند.